# Сексуално злостављање особе са инвалидитетом
Сексуално злостављање особа са инвалидитетом или сексуално малтретирање особа са инвалидитетом је скуп злоупотребе понашања или ставова, јединствених или поновљених, који изазвају бол, патњу или повреду особа са инвалидитетом, у контексту односа поверења и зависности. Према истраживању удружења Жене са инвалидитетом Аустралије, 90% жена са интелектуалним инвалидитетом је сексуално злостављано. А четвртина пријављених силовања жена у Викторији је против жена са инвалидитетом. Напади, који се често понављају, дешавају се на местима где би требало да особе са инвалидитетом буду заштићени и безбедни, често од стране особе у које су инвалиди научени да верују и на коју се ослањају. 
Према Националној анкети о жртвама криминала (НЦВС) особе са инвалидитетом су жртве криминала по већим стопама од остатка становништва. Термин „инвалидитет“, како га користи Министарство правде у НЦВС, укључује широк спектар ограничења као што су сензорна (вид, слух), когнитивна, самопомоћна и амбулантна или покретна ограничења. Људи са различитим инвалидитетом могу се суочити са различитим изазовима и имати веома различите потребе. Неки инвалиди могу довести људе у већи ризик за злочине попут сексуалног напада или злостављања.
Сексуално и друго злостављање често остаје непријављено и често се дешава пре него што особа која је злостављана достигне 18 година.

## Сексуално насиље и партнерско насиље међу особама са инвалидитетом

### Сексуално насиље
Жене са инвалидитетом су у већем ризику да доживе силовање него жене без инвалидитета. Процењује се да су 2 од 5 (39%) жена које су биле жртава силовања имала инвалидитет у време силовања. Сексуалном насиљу било које врсте према једном истраживању било је изложено између 7% и 40% жена са инвалидитетом, и да имају 4 пута веће шансе да доживе сексуални напад него жене без инвалидитета.
Мушкарци са инвалидитетом су у већем ризику да доживе сексуално насиље осим силовања (нпр присиљавање на пенетрацију, сексуалну принуду, нежељени сексуални контакт и нежељена сексуална искуства без контакта) него мушкарци без инвалидитета. Скоро 1 од 4 (24%) мушких жртава које су доживеле сексуално насиљњ осим силовања имала је инвалидитет у време виктимизације.
И за жене и за мушкарце, инвалидитет је био повезан са повећаним ризиком од сексуалне присиле (сексуални однос под притиском без физичке силе) и нежељених сексуалних искустава без контакта (нпр узнемиравање на јавном месту, приморано да учествује или гледа сексуално експлицитан материјал).

### Насиље интимног партнера
Жене са инвалидитетом чешће него жене без инвалидитета пријављују да су доживеле силовање, сексуално насиље осим силовања, физичко насиље, ухођење, психолошку агресију и контролу репродуктивног или сексуалног здравља од стране интимног партнера.
Мушкарци са инвалидитетом чешће него мушкарци без инвалидитета пријављују ухођење и психолошку агресију од стране интимног партнера.

## Опште информације
Инвалидност погађа више од 1 од 4 жене и 1 од 5 мушкараца у Сједињеним Америчким Државама и повезана је са већим ризиком од доживљавања насиља у поређењу са особама без инвалидитета. У Националној анкети о интимним партнерима и сексуалном насиљу (НАИПСН), термин „инвалидитет“ укључује ограничења активности које одрасла особа може имати због физичких, менталних или емоционалних проблема и здравствених проблема који захтевају употребу посебне опреме као што су штап, инвалидска колица, посебан кревет или посебан телефон. Налази НИСВС-а показују да су жене и мушкарци са инвалидитетом у повећаном ризику од сексуалног насиља (СН) и насиља од интимног партнера (НИП).
Инвалидност која се посматра као елемент рањивости  у кривичном праву дефинише се као злодело. Ово малтретирање се може десити у стамбеној установи, у болничком окружењу, у затвору или у кући особе са инвалидитетом.
Према неким ауторима, западна култура злостављање предиспонира злочине из мржње према особама са инвалидитетом због вишевековне конструкције особе са инвалидитетом као криве, зле или јадне како су вековима третиране кроз популарну културу .  
Данас се положај особа са инвалидитетом мора посматрати пре свега као питање људских права, а свако злостављање особа са инвалидитетом по закону кажњива злоупотреба. Злостављање особа са инвалидитетомт је сложен друштвени феномен који практично задире у све области савременог живота и изискује мултисекторски приступ и сарадњу различитих органа власти, локалних самоуправа, цивилног сектора и самих особа са инвалидитетом и њихових организација. Нагласак се ставља на гарантовање равноправности особа са инвалидитетом, на недискриминацију, забрану злостављања и њихово пуно учешћа у друштву.
У тренутку када се у Сједињеним Америчким Државама обрачунавају са сексуалним узнемиравања и сексуалним нападима, једногодишња истраживања НПР-а открива да су интелектуални инвалиди недовољно препозната група Американаца која је једна од најугроженијих, и наводи следеће разлоге:  .
- Особе са интелектуалним инвалидитетом су сексуално злостављане седам пута више од оних без инвалидитета, на основу података Министарства правде из необјављених федералних података о криминалу.
- Особе са интелектуалним инвалидитетом су под повећаним ризиком у свим тренуцима свог свакодневног живота. Подаци НПР-а показују да је већа вероватноћа да ће их напасти неко кога познају и током дана.
- Предатори циљају особе са интелектуалним тешкоћама јер знају да се њима лако манипулише и да ће им касније бити тешко да сведоче. Ови злочини углавном пролазе непризнати, непроцесуирани и некажњени. И насилник је слободан да поново злоставља.
- Полиција и тужиоци често нерадо преузимају ове случајеве јер их је тешко доказати и добити на суду.[7]

## Могуће злоупотребе
Сексуално злостављање особа са инвалидитетеом јавља се у свим ситуацијама и облицима, и у државним и недржавним институцијама, у оквиру породице или заједнице. Неке жене са инвалидитетом, посебно глуве и слепе и глуве жене, жене са интелектуалним инвалидитетом, могу бити у додатној опасности од насиља и злостављања због њихове изолације, зависности или угњетавања.
Један од најчешћих и уобичајених фактор у злостављању од стране старијих, је сексуална злоупотреба инвалидне особе од стране особе која јој пружа редовну помоћ. Починилац може користити ову моћ да прети, принуди или присили некога на сексуални однос или сексуалне активности без његовог пристанка.
Насилник може пре сексуалног злостављања одузети приступ алатима које особа са инвалидитетом користи за комуникацију, као што су рачунар или телефон.
Део друштва неадекватно схвата особе са инвалидитетом када пријаве сексуално злостављање или друге обликер злостављање. Инвалиди се такође могу суочити са изазовима у приступу услугама да би уопште направили извештај. На пример, неко ко је глувонем често нема приступу комуникационим алатима, као што је телефон, да пријави злочин или добије помоћ.
Многе особе са инвалидитетом можда не разумеју или им недостају информације о здравој сексуалности и типовима додиривања који су прикладни или неприкладни. Ово може бити посебно изазовно ако инвалидитет неке особе захтева да је други људи додирују како би јој пружили негу.